# Kritik af islam
 Der er for få eller ingen kildehenvisninger i denne artikel, hvilket er et problem. Du kan hjælpe ved at angive troværdige kilder til de påstande, som fremføres i artiklen.

Kritik af islam har eksisteret siden islams første tid og har taget udgangspunkt i en række filosofiske, etiske, politiske og teologiske forhold, ligesom kritikken både kan gå på islams grundlæggende egenskaber og på de kulturelle traditioner og sociale normer, der associeres med islam.[kilde mangler]

## Historisk kritik af islam
Den tidligste kritik der er blevet rejst af islam, findes i islamiske tekster og omhandler den kritik som arabiske polyteister og arabiske jøder rettede mod islam.[kilde mangler]
Den tidligste skriftlige kritik af islam, der har overlevet indtil i dag, blev formuleret af kristne indbyggere i de lande der blev erobret af det muslimske kalifat. En af disse kristne kritikere var Johannes fra Damaskus (født år 676) der kendte både islam og det arabiske sprog. Det andet kapitel af hans bog Visdommens kilde havde titlen "angående kætteri" og præsenterer en række af diskussioner mellem kristne og muslimer. Johannes påstod blandt andet at en kristen munk havde haft stor indflydelse på Muhammed 

## Moderne kritik af islam
Mange nutidige kritikere af islam er ikke-muslimske akademikere eller forfattere.[kilde mangler] Medlemmerne af gruppen af kritikere inkluderer Oriana Fallaci, Alexandre del Valle, Daniel Pipes, Robert Spencer og Bat Ye'or. Robert Spencer er en af de mest aktive kritikere af islam og har skrevet mange bøger der behandler emnet. En af dem havde titlen Myten om den islamiske tolerance: Hvordan islamisk lov behandler ikke-muslimer.

Bat Ye'or har studeret det islamiske "dhimmi" koncept, og fremhævet "den manglende kompatibilitet mellem det tolerance koncept som jihad-dhimmi ideologien udtrykker sig til fordel for, og det koncept som menneskerettighederne står bag, og som er baseret på lighed mellem alle mennesker, og ukrænkeligheden af disse menneskers rettigheder." Sam Harris, forfatteren bag bestselleren "The end of the faith", er skeptisk overfor hvorvidt en moderat version af islam overhovedet er mulig, og har argumenteret for at muslimsk ekstremisme er en konsekvens af ganske enkelt at tage koranen bogstaveligt. Nobel pris vinderen V.S. Naipaul, en britisk forfatter med hinduistisk baggrund, har udtalt at islam har en ødelæggende effekt på sine konvertitter og frarøver dem deres nedarvede kultur og historie.